# Strømsnes
Strømsnes (eller Straumsnes ) är en tätort och kyrkby i Fauske kommun i Nordland fylke i norra Norge. Orten ligger vid Nordlandsbanan, där riksväg 80 möter fylkesväg 7470, längst inne i Valnesfjorden, en arm av Skjerstadfjorden. Här finns Valnesfjords kyrka.

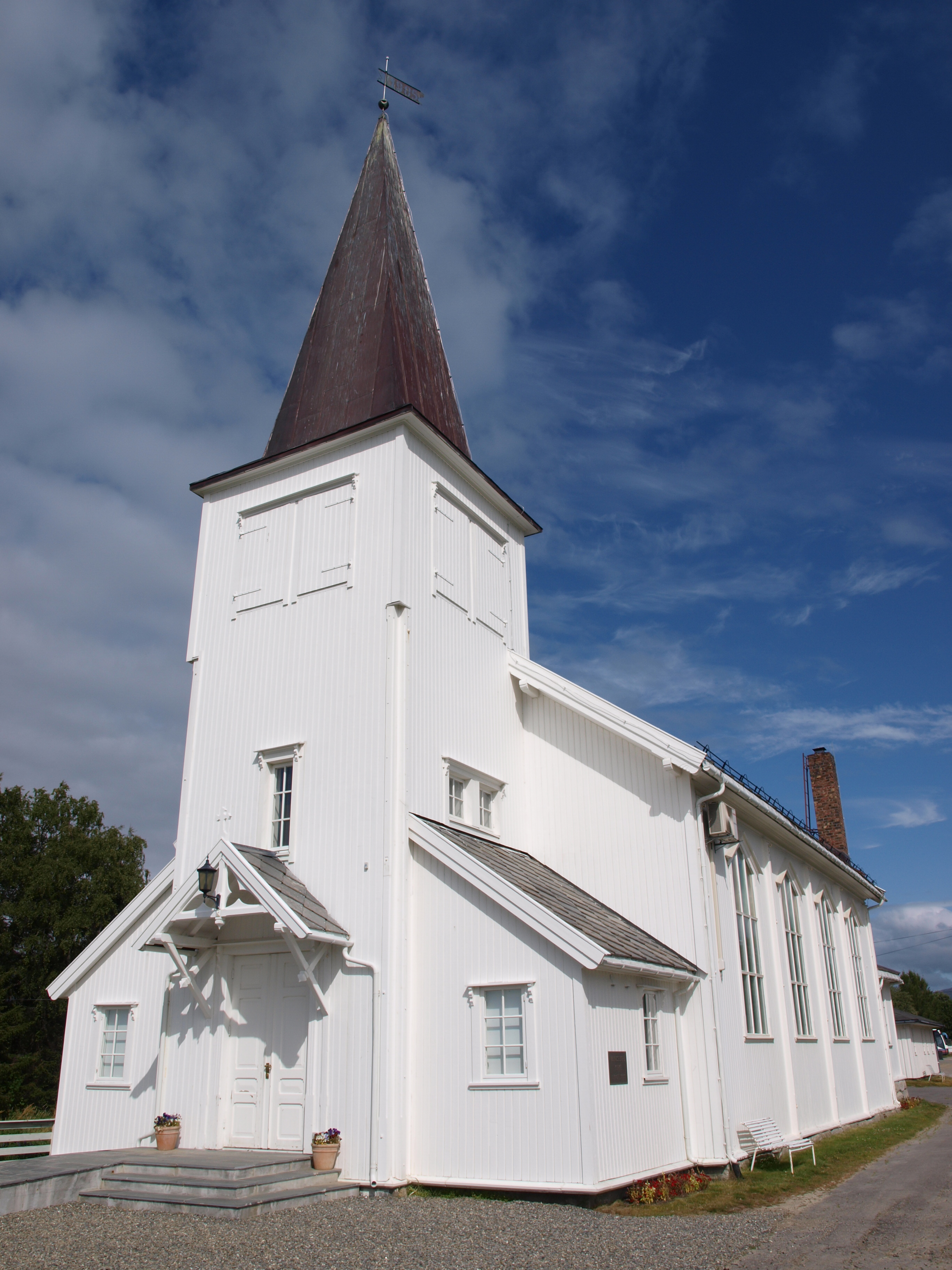
Valnesfjords kyrka.